# 地球儀 (曲)
「地球儀」（ちきゅうぎ、英：Chikyugi - Spinning Globe）は、日本のシンガーソングライター・米津玄師の14枚目のCDシングル。2023年7月26日にSony Music Labelsから、CDとA5版160ページの写真集を同梱した「通常版」と、写真集の装丁が豪華な「初回版」の2形態で発売された。本楽曲は映画『君たちはどう生きるか』の主題歌として書き下ろされ、7月17日にはCDの発売に先がけ配信リリースされた。
本作表題曲は米津玄師名義で発表された100個目の曲となった。

## 制作背景
本楽曲は10年ぶりの宮崎駿による監督長編作品となる映画『君たちはどう生きるか』の主題歌として書き下ろされた。同映画は公開前に一切の宣伝及び内容やキャストに関する情報公開をしない方針をとっていたため、このことは映画公開当日（2023年7月14日）に発表となった。
米津が本映画の主題歌について依頼を受けたのはリリースから4年ほど前のことで、当時は驚愕すると同時に「何故自分なのか」と困惑したそう。宮崎駿監督曰く彼がラジオでFoorinの「パプリカ」を耳にしたことがきっかけで、米津に白羽の矢が立ったという。

本楽曲に関して、米津は長文で次のようにコメントしている。

## リリースとプロモーション
本作は、CDシングルとしては「KICK BACK」以来約8か月ぶり、曲としては「月を見ていた」から約1か月ぶりと極めて短い期間での新曲リリースとなった。なお米津の映画主題歌は「M八七」以来約1年2か月ぶりである。
本楽曲は、2023年4月から7月にかけて開催されたツアー「米津玄師 2023 TOUR / 空想」の最終2日間である7月1日・2日の横浜アリーナ公演で未発表の新曲として初披露された。前述の通り、映画「君たちはどう生きるか」は事前の宣伝を行わない方針をとっていたため、同公演でもこの曲に関する詳細は明かされなかったが、披露直後のMCで「近いうちに皆の耳に届く新曲」と話していた。
同年7月17日より、本楽曲の先行配信がスタートした。
少年が机に向かう後ろ姿が描かれた本作のジャケットは、宮崎駿による「君たちはどう生きるか」のレイアウト原画から米津が抜粋したものであり、宮崎に直々に依頼し決定した。
CDシングルは同年7月26日に「初回版」と「通常版」の2形態でリリースされ、いずれもCD1枚にA5版160ページの写真集が同梱された。
写真集には、米津と宮崎、同映画のプロデューサーである鈴木敏夫との5年間にわたるドキュメンタリー写真が収められており、巻末には米津と鈴木の対談も収録されている。「初回版」は、モスグリーンのハードカバーに葉の絵柄やサギの絵が立体的に印刷された仕様、「通常版」はソフトカバー仕様になっている。
| 形態   | 規格      | 規格品番  |
| ------ | --------- | --------- |
| 初回版 | CD+写真集 | SECL-2890 |
| 通常版 | CD+写真集 | SECL-2892 |

また、本作は米津のシングルとしては初の1曲のみの収録となった。
7月26日の午前8時、屋久島の豊かな自然の中で撮影された本楽曲のミュージックビデオがプレミア公開された。監督は米津とは初タッグとなった奥山大史が務めている。
また、2日後の同月28日には「僕たちはどう生きるか」と題した菅田将暉との対談動画が公開された。菅田将暉は以前から米津との交流があったほか、映画「君たちはどう生きるか」で青サギの役を演じたこともあり、今回の対談が実現した。
8月10日の22時には、同年の4月から7月にかけて開催された「米津玄師 2023 TOUR / 空想」の最終公演にて、サプライズで「地球儀」が披露された際のライブ映像が公開された。同映像のオープニングとエンディングには、映画「君たちはどう生きるか」で作画監督を務めた本田雄によるアニメーションが差し込まれた。

## チャート成績
2023年7月17日、リリース当日に各配信サイトで軒並み1位を獲得し、デイリー・リアルタイム両ランキング合わせて25冠を達成した。また同日付のオリコンデイリーデジタルシングル（単曲）ランキングでは1位を獲得した。
同年7月26日発表のBillboard Japan Hot 100では週間3位、Download Songsでは1位にランクインした。また、同日に発表されたオリコンデジタルシングル（単曲）ランキングでは週間1位を記録し、自身14作目の同ランキング首位獲得となった。これにより「デジタルシングル通算1位獲得作品数」の歴代最多記録を自己更新した。
さらに翌週（8月2日発表）のBillboard Japan Hot 100では、CDの発売とミュージックビデオの公開も手伝い週間2位と順位を上げたほか、Download SongsやHot Animationなどの指標では先週と同じ順位をキープした。
また、同日発表のオリコンデジタルシングル（単曲）ランキングでは先週に引き続き1位を獲得した。

### 認定
|                | 認定（RIAJ） | 売上 / 再生回数   |
| -------------- | ------------ | ----------------- |
| ダウンロード   | ゴールド     | 100,000 DL        |
| ストリーミング | ゴールド     | 50,000,000 回再生 |

## 収録内容
| #         | タイトル   | 作詞・作曲 | 編曲               | 時間 |
| --------- | ---------- | ---------- | ------------------ | ---- |
| 1.        | 「地球儀」 | 米津玄師   | 米津玄師、坂東祐大 | 4:33 |
| 合計時間: | 合計時間:  | 合計時間:  | 合計時間:          | 4:33 |

## タイアップ
スタジオジブリ映画「君たちはどう生きるか」主題歌